# Berlin (West Virginia)
|  | Dieser Artikel wurde aufgrund von inhaltlichen Mängeln auf der Qualitätssicherungsseite des Projektes USA eingetragen. Hilf mit, die Qualität dieses Artikels auf ein akzeptables Niveau zu bringen, und beteilige dich an der Diskussion! Eine nähere Beschreibung der zu behebenden Mängel fehlt. |

Berlin ist ein Ort im US-Bundesstaat West Virginia etwa 30 Meilen nordöstlich von Charleston. Berlin ist eine Gemeinde ohne eigene Rechtspersönlichkeit und gehört zum Lewis County (West Virginia), dort zur Town Jane Lew. Es handelt sich dabei um eine Ansiedlung in einem Tal mit etwa 20 Häusern und 80 Einwohnern am Hackers Creek. Im Ort befindet sich eine Methodistenkirche.